# 韦切尔·林赛
尼古拉斯·韦切尔·林赛（英語：Nicholas Vachel Lindsay，1879年11月10日—1931年12月5日），美国诗人。

## 影响
他被认为是现代吟唱诗歌之父，他提出，这种诗的诗句应该被吟咏出来。他与诗人叶芝的通信详细的表明，他的意图复兴诗歌的音乐性质，就像古希腊人所做的那样。
因为他作为一个表演艺术家的身份和他对美国中西部主题的应用，林赛在1910年代被称为“草原抒情诗人”。在他生命的最后的20年，林赛是美国最有名的诗人之一。他的名声高到足以使他结交、鼓励和指导其他的诗人，如兰斯顿·休斯和萨拉·蒂斯代尔。然而，他的诗缺乏引起学术界注意的元素，在他去世后，他的名声一落千丈。